# Jackson Parish
Das Jackson Parish (frz.: Paroisse de Jackson) ist ein Parish im Bundesstaat Louisiana der Vereinigten Staaten. Im Jahr 2020 hatte das Parish 15.031 Einwohner und eine Bevölkerungsdichte von 10,2 Einwohner pro Quadratkilometer. Der Verwaltungssitz (Parish Seat) ist Jonesboro.

## Geographie
Das Parish liegt im Norden von Louisiana, ist im Norden etwa 50 km von Arkansas, im Westen und Osten jeweils etwa 100 km von Texas und Mississippi entfernt und hat eine Fläche von 1503 Quadratkilometern, wovon 27 Quadratkilometer Wasserfläche sind. Es grenzt an folgende Parishes:
|                  | Lincoln Parish | Ouachita Parish |
| Bienville Parish |                |                 |
|                  | Winn Parish    | Caldwell Parish |

## Geschichte
Jackson Parish wurde 1845 aus Teilen des Claiborne Parish, des Ouachita Parish und des Union Parish gebildet. Benannt wurde es nach dem 7. US-Präsidenten Andrew Jackson.
Fünf Bauwerke und Stätten des Parish sind im National Register of Historic Places eingetragen (Stand 5. November 2017).

## Demografische Daten

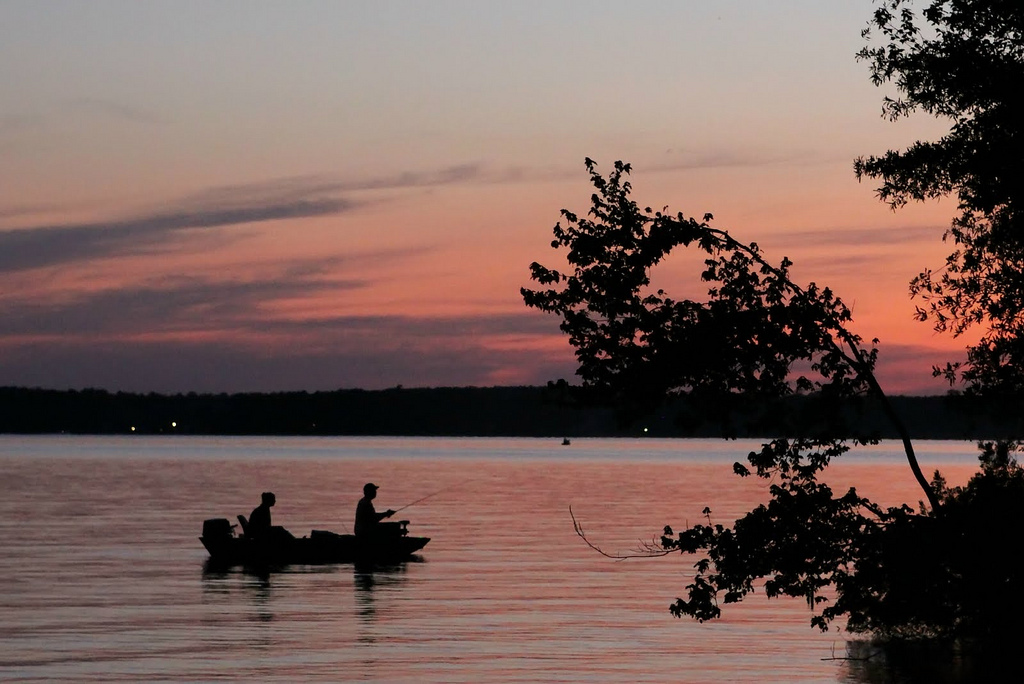
Jimmie Davis State Park

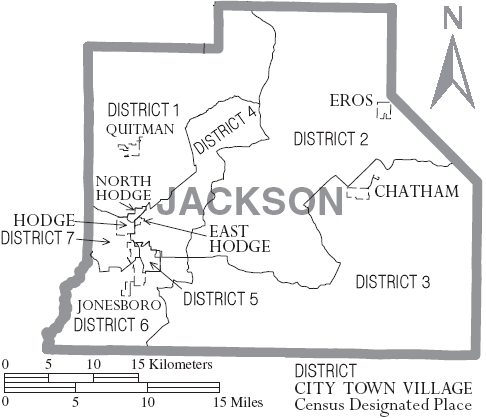
Karte des Jackson Parishes

Nach der Volkszählung im Jahr 2000 lebten im Jackson Parish 15.397 Menschen in 6.086 Haushalten und 4.302 Familien. Die Bevölkerungsdichte betrug 10 Einwohner pro Quadratkilometer. Ethnisch betrachtet setzte sich die Bevölkerung zusammen aus 71,01 Prozent Weißen, 27,87 Prozent Afroamerikanern, 0,29 Prozent amerikanischen Ureinwohnern, 0,21 Prozent Asiaten, 0,01 Prozent Bewohnern aus dem pazifischen Inselraum und 0,24 Prozent aus anderen ethnischen Gruppen; 0,37 Prozent stammten von zwei oder mehr Ethnien ab. 0,61 Prozent der Bevölkerung waren spanischer oder lateinamerikanischer Abstammung, die verschiedenen der genannten Gruppen angehörten.
Von den 6.086 Haushalten hatten 31,7 Prozent Kinder und Jugendliche unter 18 Jahre, die bei ihnen lebten. 52,8 Prozent waren verheiratete, zusammenlebende Paare, 14,4 Prozent waren allein erziehende Mütter, 29,3 Prozent waren keine Familien, 27,0 Prozent waren Singlehaushalte und in 13,5 Prozent lebten Menschen im Alter von 65 Jahren oder darüber. Die Durchschnittshaushaltsgröße betrug 2,48 und die durchschnittliche Familiengröße lag bei 3,01 Personen.
Auf das gesamte Parish bezogen setzte sich die Bevölkerung zusammen aus 25,3 Prozent Einwohnern unter 18 Jahren, 9,3 Prozent zwischen 18 und 24 Jahren, 25,7 Prozent zwischen 25 und 44 Jahren, 23,6 Prozent zwischen 45 und 64 Jahren und 16,2 Prozent waren 65 Jahre alt oder darüber. Das Durchschnittsalter betrug 38 Jahre. Auf 100 weibliche kamen statistisch 91,4 männliche Personen. Auf 100 Frauen im Alter von 18 Jahren oder darüber kamen 87,5 Männer.
Das jährliche Durchschnittseinkommen eines Haushalts betrug 28.352 USD, das Durchschnittseinkommen der Familien betrug 36.317 USD. Männer hatten ein Durchschnittseinkommen von 31.977 USD, Frauen 19.992 USD. Das Prokopfeinkommen betrug 15.354 USD. 16,0 Prozent der Familien 19,8 Prozent der Bevölkerung lebten unterhalb der Armutsgrenze. Davon waren 26,3 Prozent Kinder oder Jugendliche unter 18 Jahre und 15,8 Prozent waren Menschen über 65 Jahre.

## Orte im Parish
- Ansley
- Beech Springs
- Cartwright
- Chatham
- Clay
- East Hodge
- Eros
- Gulf Crossing
- Hilltop
- Hodge
- Jonesboro
- Kelleys
- Lakefield
- Lyons
- Mount Moriah
- North Hodge
- Punkin Center
- Quitman
- Rockfield
- Vernon
- Walker
- Weston
- Womack
- Wood Junction
- Wyatt